# Figueira (Paraná)
Figueira est une municipalité brésilienne située dans l'État du Paraná.